# Осипенко Олексій Леонідович
Олексій Леонідович Осипенко — український військовослужбовець, полковник Національної гвардії України, учасник російсько-української війни, що відзначився у ході російського вторгнення в Україну. Герой України (2022). З 24 листопада 2023 — заступник командувача Національної гвардії України.
Закінчив Національну академію Національної гвардії України за спеціальністю «Автомобілі та автомобільне господарство», проте подальшу службу проходив у спецпідрозділах.
Учасник АТО/ООС. Відзначився під час повномасштабного російського вторгнення, у червні 2022-го визволяв рідну Харківщину на чолі групи спеціального призначення (інструкторів) окремого загону спеціального призначення Східного територіального управління НГУ. Дістав тяжких поранень (під час його порятунку був тяжко поранений капітан Вадим Ященко), протягом двох місяців проходив лікування і повернувся у стрій, очолив окремий загін спецпризначення. Потому призначений на посаду заступника командувача НГУ, у червні 2024 року йому присвоєно військове звання «полковник». 

## Нагороди
- Звання Герой України з врученням ордена «Золота Зірка» (27 грудня 2022) — за особисту мужність і героїзм, виявлені у захисті державного суверенітету та територіальної цілісності України, вірність військовій присязі[2];
- орден Богдана Хмельницького III ст. (21 червня 2022) — за особисту мужність і самовіддані дії, виявлені у захисті державного суверенітету та територіальної цілісності України, вірність військовій присязі[3].